# Чимічанга
Чиміча́нга (ісп. chimichanga) —  гостра страва мексиканського походження. Найбільше завоювала популярність серед простого населення Мексики, особливо в штатах Сіналоа і Сонора. Ця страва належить до південно-західної американської кухні та техасько-мексиканської кухні. Вперше робити чимічангу почали в прикордонних з США районах Мексики .
Чимічанга нагадує буріто, підсмажене на сковороді або у фритюрі.  Зазвичай готується з м'ясним фаршем та квасолею, але також існують варіанти з обсмаженим м'ясом, стейком або морепродуктами. В основі лежить тортильяс — тонкі коржі з кукурудзяного борошна з начинкою, які перед подачею ще раз обсмажують на сковороді.
Зразкові інгредієнти, використовувані в чимічанзі:
- Коржик пшеничний (тортилья) або лаваш
- Олія для смаження
- Соус гуакамоле за смаком
- Томатна сальса за смаком
- Сметана густа
- Сир чеддер тертий
- Олія
- Цибулини невеликі, дрібно нарубані
- Часник, дрібно нарізаний
- М'ясо/курка/морепродукти
- Чилі зелений, дрібно нарізаний (без насіння)
- Гострий перець халапеньйо, дрібно нарізаний
- Перець зелений солодкий, дрібно нарізаний
- Картопля відварна середня, нарізана кубиками [3]

Назва:
Можливо, походить від мексиканського «дівчина» чи «балаканина», оскільки страва готувалася в сімейному колі.
Можливо, цю страву робили індіанці з племені Чиміли, які проживали на території сучасної Колумбії.
Є й інші версії походження. Одна з версій свідчить, що в ресторані El Charro в штаті Аризона господиня готувала буріто і випадково впустила вже готову страву в сковороду з киплячею олією. У розпачі хотіла вимовити іспанську лайку «Ay, chingado!» (ісп. Провал, крах), але посоромилася маленької племінниці і вимовила «Ay, chi ... michanga!» (ісп. Micha — моя кішечка/моє кошенятко для даного контексту).